# Copa Campeonato 1925
La Copa Campeonato 1925, 32ª edizione della medesima competizione, fu organizzata dall'Asociación Argentina de Football e si svolse - nel suo calendario regolare - dal 5 aprile al 15 novembre. Nueva Chicago e Huracán terminarono pari merito e lo spareggio, disputatosi il 22 agosto 1926, decretò la vittoria dell'Huracán per l'abbandono del Nueva Chicago alla fine dei 90 minuti regolamentari conclusisi sul punteggio di 1-1.

## Classifica finale[1]
| Pos. | Squadra               | Pt | G  | V  | N  | P  | GF | GS | DR  |
| ---- | --------------------- | -- | -- | -- | -- | -- | -- | -- | --- |
| 1.   | Huracán               | 38 | 21 | 18 | 2  | 1  | 51 | 12 | +39 |
| 1.   | Nueva Chicago         | 38 | 21 | 18 | 2  | 1  | 46 | 10 | +36 |
| 3.   | El Porvenir           | 32 | 21 | 14 | 4  | 3  | 30 | 15 | +15 |
| 4.   | Temperley             | 30 | 20 | 13 | 4  | 3  | 35 | 14 | +21 |
| 5.   | Chacarita Juniors     | 28 | 21 | 12 | 4  | 5  | 42 | 19 | +23 |
| 6.   | Argentino de Banfield | 23 | 21 | 9  | 5  | 7  | 31 | 23 | +8  |
| 6.   | Palermo               | 23 | 21 | 10 | 3  | 8  | 29 | 26 | +3  |
| 8.   | General San Martín    | 22 | 22 | 8  | 6  | 8  | 22 | 24 | -2  |
| 8.   | Sportivo Barracas     | 22 | 22 | 8  | 6  | 8  | 22 | 24 | -2  |
| 8.   | Progresista           | 22 | 22 | 6  | 10 | 6  | 23 | 27 | -4  |
| 11.  | Sportsman             | 18 | 21 | 5  | 8  | 8  | 17 | 21 | -4  |
| 11.  | Del Plata             | 18 | 20 | 7  | 4  | 9  | 19 | 31 | -12 |
| 11.  | Sportivo Dock Sud     | 18 | 21 | 4  | 7  | 10 | 14 | 24 | -10 |
| 14.  | Colegiales            | 17 | 21 | 6  | 5  | 10 | 18 | 30 | -12 |
| 14.  | Boca Alumni           | 17 | 22 | 5  | 7  | 10 | 13 | 27 | -14 |
| 16.  | All Boys              | 16 | 21 | 5  | 6  | 10 | 16 | 19 | -3  |
| 17.  | Platense              | 15 | 20 | 4  | 7  | 9  | 17 | 25 | -8  |
| 17.  | Argentino de Quilmes  | 15 | 20 | 4  | 7  | 9  | 18 | 30 | -12 |
| 19.  | Porteño               | 14 | 21 | 3  | 8  | 10 | 24 | 44 | -20 |
| 20.  | Boca Juniors          | 13 | 7  | 6  | 1  | 0  | 16 | 3  | +13 |
| 20.  | San Fernando          | 13 | 22 | 4  | 5  | 13 | 19 | 30 | -11 |
| 20.  | Argentinos Juniors    | 13 | 22 | 3  | 7  | 12 | 13 | 24 | -11 |
| 23.  | Alvear                | 5  | 20 | 2  | 1  | 17 | 8  | 41 | -33 |

## Spareggio
La partita terminò 1-1 dopo i tempi regolamentari. Il Nueva Chicago non disputò i tempi supplementari e così l'Huracán vinse il torneo.
| Arbitro: | Celleri |

| |            | |
| Stábile 63’ | Marcatori  | 4’ Maure |
| Ceresetto P Nóbile D Pratto D Molinari C Ant. Chiesa C Federico C Loizo A Gaztelú A Stábile A Áng. Chiesa A Onzari A | Formazioni | · P García · D Locatti · D Voltura · C Capano · C Semino · C Solari · A Villagra · A Maure · A Varela 69’ · A Minalla · A Corvetto |

Il 24 agosto il Nueva Chicago lasciò l'Asociación Argentina de Football per iscriversi il giorno successivo all'Asociación Amateurs de Football.

## Classifica marcatori[5]
| Gol |  |  | Giocatore    | Squadra           |
| --- |  |  | ------------ | ----------------- |
| 16  |  |  | José Gaslini | Chacarita Juniors |